# Johny Pitts

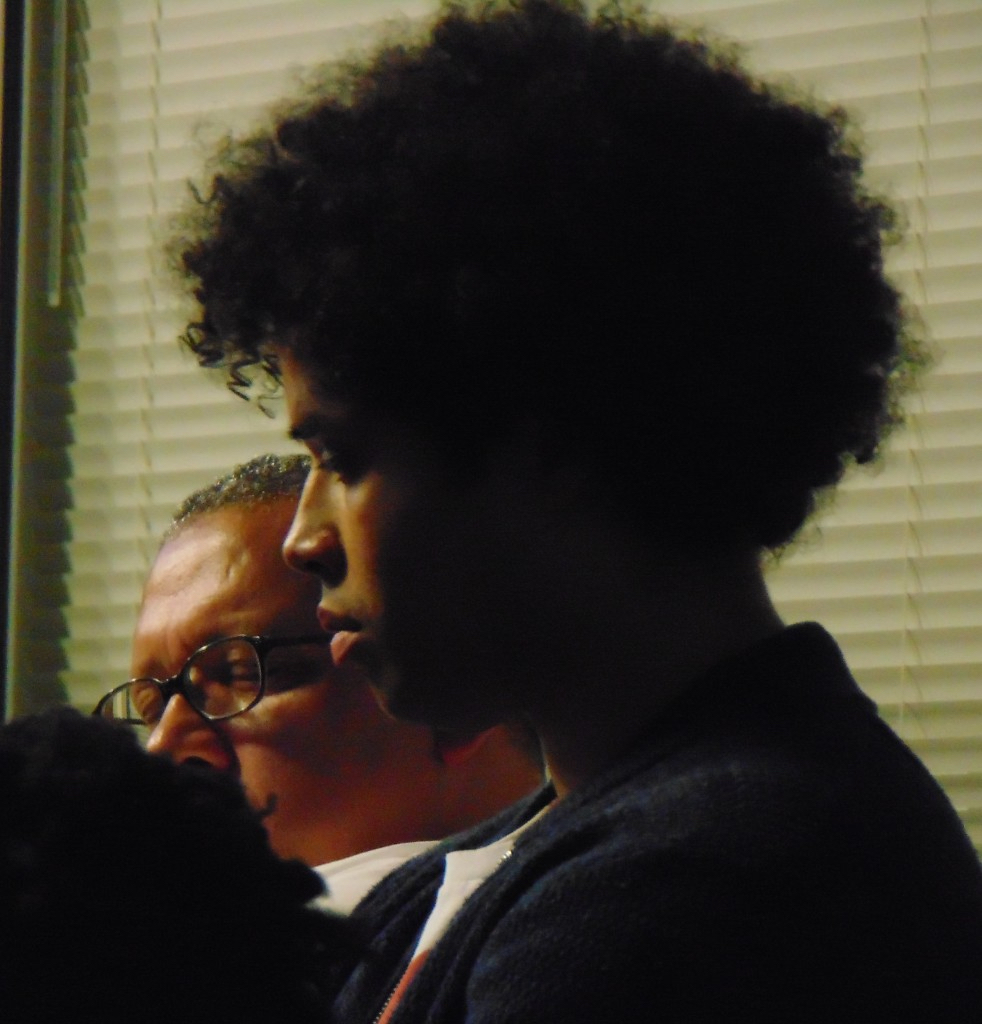
Johny Pitts (2016)

Johny Pitts (geboren 1987 in Sheffield) ist ein britischer Essayist und Fotograf.

## Leben
Johny Pitts ist ein Sohn von Richard Pitts, einem schwarzen Musiker, der aus New York City kommt, und Linda, einer Tochter eines weißen britischen Stahlarbeiters. Er wuchs im Stadtteil Firth Park von Sheffield auf. Pitts ist verheiratet und hat zwei Kinder.
Pitts arbeitet freiberuflich für das Fernsehen und die Presse. 2017 interviewte er Caryl Phillips. Fotografische Arbeiten von ihm wurden in der Qualitätspresse veröffentlicht und eines dient auch als Umschlagfoto seines Buches Afropean. Das Buch beruht auf Gesprächen auf einer Rundreise durch Europa zu verschiedenen Communities Schwarzer Europäer und wurde 2020 u. a. mit dem Bread and Roses Award ausgezeichnet.
Pitts erhielt 2021 zur Eröffnung der digitalen Leipziger Buchmesse für das Buch Afropäisch: eine Reise durch das schwarze Europa den Leipziger Buchpreis zur Europäischen Verständigung. Zudem wurde Pitts für dasselbe Werk 2021 mit dem Prix européen de l’essai Charles Veillon ausgezeichnet.
Vom 21. Mai bis zum 30. Juni fand auf dem Leipziger Bahnhofsvorplatz eine großformatige Ausstellung seiner Werke statt.

## Schriften (Auswahl)
- The Thames Path. Fotografien. Hrsg. Craig Atkinson. Stockport: Café Royal Books, 2015, zuerst 2012
- Afropean: Notes from Black Europe. Allan Lane, 2019. Mit einzelnen Fotos.
  - Afropäisch: eine Reise durch das schwarze Europa. Übersetzung Helmut Dierlamm. Suhrkamp, Berlin 2020, ISBN 978-3-518-42941-9.
- Johny Pitts: Lost in the thick Sheffield fog: Johny Pitts' best photograph, autobiografisch, The Guardian, 18. November 2020